# Daniel Danklmaier
Daniel Danklmaier, né le 24 avril 1993, est un skieur alpin autrichien, spécialiste des épreuves de vitesse.

## Carrière
En 2014, il est vice-champion du monde junior de super G.
En janvier 2019, il se classe cinquième de la descente de Kitzbühel, son meilleur résultat en Coupe du monde. Il est sélectionné pour ses premiers championnats du monde le mois suivant, où il est douzième en combiné et vingtième en super G.

## Palmarès

### Championnats du monde
| Épreuve / Édition | Descente | Super G | Géant | Slalom | Combiné |
| Mondiaux 2019 Åre |          | 20e     |       |        | 12e     |

### Coupe du monde
- Meilleur classement général : 80e en 2019.
- Meilleur résultat : 5e.

#### Différents classements en Coupe du monde
| Saison / Épreuve | Saison / Épreuve | Général | Général | Descente | Descente | Super G | Super G | Slalom géant | Slalom géant | Combiné | Combiné |
| ---------------- | ---------------- | ------- | ------- | -------- | -------- | ------- | ------- | ------------ | ------------ | ------- | ------- |
| Saison / Épreuve | Saison / Épreuve | Class.  | Points  | Class.   | Points   | Class.  | Points  | Class.       | Points       | Class.  | Points  |
| 2017             | 2017             | 147e    | 6       | 49e      | 6        | -       | -       | -            | -            | -       | -       |
| 2018             | 2018             | 134e    | 14      | 46e      | 14       | -       | -       | -            | -            | -       | -       |
| 2019             | 2019             | 80e     | 71      | 26e      | 50       | 39e     | 21      | -            | -            | -       |         |

### Championnats du monde junior
- Médaille d'argent en super G en 2014 à Jasná.

### Coupe d'Europe
- Meilleur classement général : 8e en 2018.
- Vainqueur du classement du combiné en 2018.
- 3 victoires.

En date de février 2019